# Lengeder Teiche
Lengeder Teiche este o arie protejată (arie de protecție specială avifaunistică — SPA) din Germania întinsă pe o suprafață de 145 ha, integral pe uscat.

## Localizare
Centrul sitului Lengeder Teiche este situat la coordonatele 52°12′38″N 10°20′20″E / 52.2106°N 10.3389°E.

## Înființare
Situl Lengeder Teiche a fost declarat arie de protecție specială avifaunistică în iunie 2001 pentru a proteja 25 de specii de animale.

## Biodiversitate
Situată în ecoregiunea atlantică, aria protejată nu include niciun habitat protejat.
La baza desemnării sitului se află mai multe specii protejate de  păsări (25): lăcar-de-lac (Acrocephalus scirpaceus), pescăruș albastru (Alcedo atthis), rață sulițar (Anas acuta), rață lingurar (Anas clypeata), rață mică (Anas crecca crecca), Anas platyrhynchos platyrhynchos, rață cârâitoare (Anas querquedula), Anas strepera strepera, gâscă cenușie (Anser anser), Ardea cinerea cinerea, rață-cu-cap-castaniu (Aythya ferina), rața moțată (Aythya fuligula), buhai de baltă (Botaurus stellaris stellaris), erete de stuf (Circus aeruginosus), lebădă de iarnă (Cygnus cygnus), lebădă de vară (Cygnus olor), Fulica atra atra, pescăruș râzător (Larus ridibundus), privighetoare (Luscinia megarhynchos), gaia roșie (Milvus milvus), grangur (Oriolus oriolus), vultur pescar (Pandion haliaetus), Podiceps cristatus cristatus, Rallus aquaticus aquaticus, Tachybaptus ruficollis ruficollis.